# ميشيل برانش
ميشيل جاكيه برانش (بالإنجليزية: Michelle Branch) (ولدت في 2 يوليو 1983) هي مغنية وكاتبة أغاني وعازفة الجيتار، الأميركية. أطلقت في العقد الأول من الألفية الثالثة اثنين من أكثر الألبومات مبيعا، وحصلت على جائزة غرامي مع كارلوس سانتانا عن البوم «لعبة الحب».

## حياتها

### حياتها قبلالعملالموسيقى، وألبومهاالأول(1983-2000)
ميشيل برانش، أو ميشيل برانش لانداو، ولدت (2 يوليو 1983، ولاية أريزونا، الولايات المتحدة الأمريكية). وهي تعود لعائلة والدها أيرلندي، ووالدتها هولندية. ولديها اخت غير شقيقة تسمى نيكول، ولديها أخ شقيق يدعى ديفيد.
وعندما كانت في عمر الثالثة بدأت بالذهاب الي مدرسة سانت مارى الكاثوليكية، ومن ذلك الوقت بدأت الاهتمام بالموسيقى. وبدأت بغناء الأغاني التي تستمع اليها. وبعد ذلك عندما بلغت عمر الثامنة، بدأت بدراسه علم الأصوات في الجامعة بولاية أريزونا. وفي الاحتفال بعيد ميلادها الرابع عشر، اهداها والدها جيتار كلاسيكي. وبعد اخذها الجيتار بأسبوع واحد بدأت بعزف أول مؤلفاتها عليه. وبعد ذلك بدأت بدراسة الروك بالمدرسة الثانوية، ولكن اخر عامين لها بالدراسة، انتهت دراسة الموسيقى في المنزل.
وفي عام 2000 قد صدر أول ألبوم لها والمعروف بأسم براجليت. وهذا الألبوم قد بدأت العمل عليه وتأليف وتلحين أغانيه منذ الثانوية العامة.وقد جاء عنوان الألبوم كهدية من جويل فنان البوب المشهور. وقد قامت نسخ هذا الألبوم بالأنتشار والنجاح بسرعة فائقة في مايو 2010.

### غرفةالروح،وورقالفندق(2001-2004)
وفي عام 2001 فقد أصدرت ألبوم غرفة الروح، والذي أنتجه المنتج الفني جون شانكس. وكان الانتشار الأول لها بعد صدور هذا الألبوم. وقد حصلت على جائزة في حفل توزيع الجوائز الموسيقية ل ام تى في عن أغنية (كل ما تريد)، وبعد ذلك حققت هذه الأغنية العديد من الأرباح وضجة كبيرة. وتم بيع 2 مليون نسخة من هذا الألبوم في كل أنحاء العالم.
وفي عام 2002 فقد شرعت باطلاق اغانى من أجل كارلوس سانتانا. وغنت أغنية لعبة الحب. وحصلت على جائزة جرامي على هذه الأغنية. وبعد ذلك رشحتها هذه الأغنية إلى جائزة جرامي كأفضل فنانة في عام 2003 .
وفي عام 2003 قد أصدرت ألبوم ورق الفندق. وقد حصل هذا الألبوم على الترتيب الثاني من بين 200 ألبوم في قائمة الألبومات بالعالم.
وحصلت بعدها بفضل أغنية (هل أنت سعيد الآن) إلى جائزة جرامي كأفضل مغنية روك. وبعد ذلك بسبب دخول هذة الاغنية بين اغنيتى (النفس، اخبرنى تحصل أكثر) فلم تحصل الأغنية على المركز الأول.
اما في عام 2004 فقد ظهرت في التلفزيون للعديد من المرات. وبعد ذلك لعبت دورا في الفيلم الساخن. وفي 23 مايو 2004 تزوجت بتيدى لاندوا. وأنجبت طفلة في 3 أغسطس 2005.

### مجموعةويركيرز (2005-2007)
وفي عام 2005 فقد أسست ميشيل برانش مجموعة مع جيسيكا حرب. وفي مايو 2006 صدر أول ألبوم (لا تزال قائمة، تبدو جميلة). ولكن ظهرت أول أغانى الألبوم في فبراير 2006، لانه أثناء تجهيز الألبوم في يونيو 2005، كان من المقرر عرض هذه الأغنية، ولكن كانت ميشيل برانش حامل في هذه الفترة، ولذلك تم تأجيل صدور الألبوم.
وفي عام 2006 فقد ظهرت أغنية انا اشعر بك من ألبوم (هذا انا) الذي أصدرته مجموعة سانتانا. وبعد ذلك ظهرت بأغنية (ضعنى أسفل) من خلال مسلسل سلسة الشجرة الواحدة. وبعد ذلك ظهرت أول أغنية منفردة لها في شهر ديسمبر وهي (اترك القطعة).
وفي عام 2007 فقد صرحت ميشيل برانش عن انها ستركز في أعمالها على الأغانى المنفردة، وذلك بعدها انفصالها عن مجموعة جيسيكا.

## أفلامها
| العام | الفيلم/المسلسل           | الدور               | القسم               |
| ----- | ------------------------ | ------------------- | ------------------- |
| 2001  | بافلى قاتلة مصاصى الدماء | نفسها/لاعبين الزوار | الصفيحة رأسا        |
| 2002  | الأحلام الأمريكية        | ليسلى جورى          | في نهاية البراءة    |
| 2002  | هوت تشيك                 | دى جى               |                     |
| 2003  | مسحور                    | نفسها/لاعبين الزوار | الذكرى الأولى مسحور |
| 2005  | شجرة واحدة               | نفسها/لاعبين الزوار | البطل يموت في هذا   |

## روابط خارجية
- ميشيل برانش على موقع IMDb (الإنجليزية)
- ميشيل برانش على موقع ميوزك برينز (الإنجليزية)
- ميشيل برانش على موقع قاعدة بيانات الأفلام السويدية (السويدية)
- ميشيل برانش على موقع إن إن دي بي (الإنجليزية)
- ميشيل برانش على موقع أول ميوزيك (الإنجليزية)
- ميشيل برانش على موقع ديسكوغز (الإنجليزية)
- ميشيل برانش على موقع قاعدة بيانات الفيلم (الإنجليزية)